# Чемпіон світу (фільм, 2021)
«Чемпіон світу» — російський драматичний фільм режисера Олексія Сидорова, який розповідає про матч за звання чемпіона світу з шахів 1978 року. Прем'єра фільму відбулася 30 грудня 2021 року.

## Сюжет
Фільм розповідає про шаховий матч за звання чемпіона світу між Анатолієм Карповим та Віктором Корчним у жовтні 1978 року на курорті Багіо на Філіппінах..

## У ролях
| Актор                 | Роль            |
| --------------------- | --------------- |
| Іван Янковський       | Анатолій Карпов |
| Костянтин Хабенський  | Віктор Корчной  |
| Володимир Вдовиченков |                 |
| Федір Добронравов     |                 |
| Віктор Добронравов    |                 |
| Віктор Сухоруков      |                 |
| Діана Пожарська       |                 |

## Виробництво
У 2019 році фільм увійшов до списку 14 кінопроектів, які отримали фінансову підтримку Фонду кіно. Головні ролі зіграли Іван Янковський та Костянтин Хабенський.
Зйомки почалися в липні 2020.